# Lispe hispida
Lispe hispida är en tvåvingeart som beskrevs av Walker 1849. Lispe hispida ingår i släktet Lispe och familjen husflugor. Inga underarter finns listade i Catalogue of Life.